# XO-1
XO-1 és una nana groga de magnitud 11 situat aproximadament a 600 anys llum en la constel·lació de la Corona Boreal. XO-1 té una massa i radi semblant a la del Sol. El projecte SuperWASP ha observat i classificat aquesta estrella com una estrella variable, potser degut al planeta eclipsant. Aquesta estrella no està llistada en el Catàleg General d'Estrelles Variables.

## Sistema planetari
El 2006 el planeta extrasolar XO-1b va ser descobert orbitant XO-1 pel mètode del trànsit fent servir el telescopi XO. L'equip internacional d'astrònoms professionals i amateurs varen descobrir un planeta de la mida de Júpiter orbitant al voltant de XO-1. L'equip liderat per Peter McCullough del Space Telescope Science Institute de Baltimore, incloïa quatre astrònoms amateurs d'Amèrica del Nord i Europa.
El planeta va ser confirmat fent ús del telescopi Harlan J. Smith i Hobby-Eberly a l'Observatori McDonald de la Universitat de Texas.
| Company (en ordre des de l'estrella) | Massa         | Semieix major (ua) | Període orbital (days) | Excentricitat |
| ------------------------------------ | ------------- | ------------------ | ---------------------- | ------------- |
| XO-1b                                | 0.9 ± 0.07 MJ | 0.0488 ± 0.0005    | 3.941534 ± 2.7e-05     | 0             |

## Telescopis que han observat el XO-1
- 2004 XO cameras, Hawaii, EUA, McCullough, trànsit
- 2004 SuperWASP-North, La Palma, Espanya, Pollacco, trànsit
- 2005.06.23 0.34m telescope, Maine, EUA, Howell, dada fotomètrica de trànsit
- 2005.07.12 0.35m telescopi, Landen, Bèlgica, Vanmunster, dada fotomètrica de trànsit
- 2006.03.18 0.34m telescope, Maine, EUA, Howell, dada fotomètrica de trànsit
- 2006.02 Harlan J Smith telescope, Texas, EUA, Johns-Krull, espectre
- 2006.02 Hobby Eberly Telescope, Texas, EUA, McCullough, espectre
- 2006.04.06 0.35m telescopi, Landen, Bèlgica, Vanmunster, dada fotomètrica de trànsit
- 2006.06.01 Keck telescope, Hawaii, EUA, Liu, òptica adaptativa